# جوان تامپسون
جوان تامپسون (انگلیسی: Joanne Thompson؛ زادهٔ ۱۳ may ۱۹۶۵ (۵۹ سال)) بازیکن هاکی روی چمن اهل بریتانیا است.